# Nikobarczyk (zwyczajny)
Nikobarczyk (zwyczajny), gołąb nikobarski (Caloenas nicobarica) – gatunek średniej wielkości ptaka z rodziny gołębiowatych (Columbidae). Jest jedynym żyjącym przedstawicielem rodzaju Caloenas. Występuje w południowo-wschodniej Azji od Andamanów i Nikobarów poprzez wybrzeża Mjanmy, Malezji po Nową Gwineę i dalej aż do Wysp Salomona. Unika miejsc zasiedlonych przez człowieka i najczęściej spotykany jest na małych wyspach i w strefie przybrzeżnej większych lądów.

## Taksonomia
Po raz pierwszy zgodnie z zasadami nazewnictwa binominalnego gatunek ten opisał Karol Linneusz w 1758 w 10. edycji Systema Naturae. Holotyp pochodził z Nikobarów. Autor nadał nowemu gatunkowi nazwę Columba nicobarica. Obecnie (2020) Międzynarodowy Komitet Ornitologiczny (IOC) umieszcza nikobarczyka w rodzaju Caloenas razem z wymarłym już nikobarczykiem plamistym (C. maculata). IOC wyróżnia dwa podgatunki. Nikobarczyk jest najbliższym żyjącym krewnym dronta dodo (Raphus cucullatus) i dronta samotnego (Pezophaps solitaria).

## Podgatunki i zasięg występowania
IOC wyróżnia dwa podgatunki:
- C. n. nicobarica (Linnaeus, 1758) – Andamany i Nikobary, Archipelag Mergui, wyspy u wybrzeża południowo-zachodniej Tajlandii, wyspy u wybrzeży Malezji, indonezyjskie wyspy wokół Sumatry, Wallacea i Papui, niektóre spośród wysp Filipin, Wyspy Salomona[9]
- C. n. pelewensis Finsch, 1875 – Palau[6][2][9]

## Morfologia

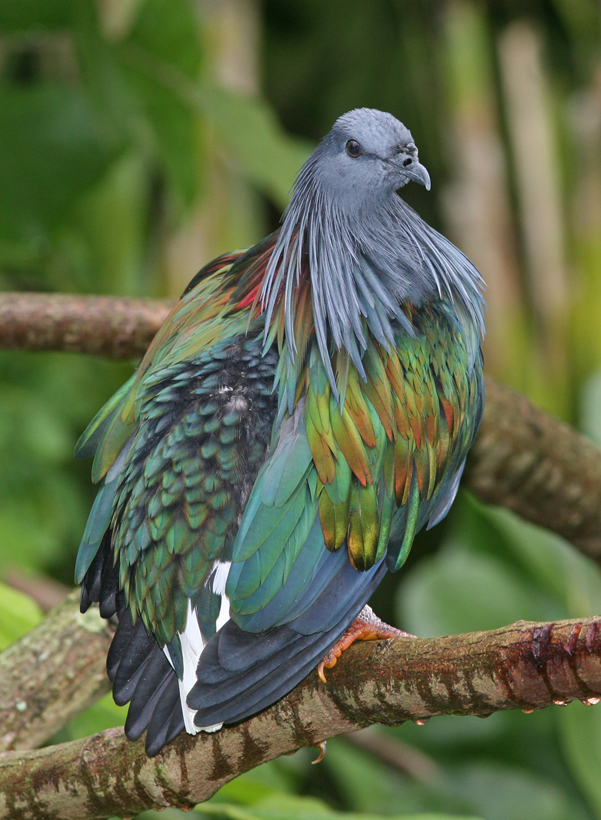

Długość ciała wynosi 32–38 cm; masa ciała samca 460–525 g, masa ciała samicy 490–600 g. Głowa szara, z wyrastającymi z karku i na szyi długimi, sierpowatymi piórami tworzącymi rodzaj grzywy. Poniżej pióra ciemne, z silnym metalicznym połyskiem (zachodzi na nich efekt iryzacji) z przewagą barwy zielonej, z dodatkiem miedzianej i złotej. Dalsze pióra tułowia i skrzydeł z połyskiem niebieskim i granatowym. Ogon całkowicie biały, nogi czerwonawe, dziób czarny z naroślą u nasady. U młodych ptaków ogon jest czarny, a pozostałe pióra niemal pozbawione kolorowego połysku.
Śnieżnobiały ogon jest znakiem rozpoznawczym dla innych osobników w trakcie przelotów z wyspy na wyspę, które zazwyczaj odbywają się dla bezpieczeństwa wczesnym rankiem lub o zmierzchu. Stada nikobarczyków w odróżnieniu od innych gołębi przelatują w szyku szeregowym, a nie luźnym. Młode pozbawione są białego ogona, co jest oznaką niedojrzałości płciowej i jednocześnie cechą uniemożliwiającą im prowadzenia stada podczas przelotu.

## Ekologia i zachowanie
Nikobarczyki preferują skraje gęstych lasów tropikalnych i namorzyn, gdzie gnieździ się zazwyczaj kolonialnie wśród gęstych zarośli. Najczęściej widywane są pojedynczo, w parach lub w grupach 3–4 osobników; podróżując do lub z wysp, na których żerują, tworzą większe grupy liczące 10–30 osobników. Pożywienia szukają na ziemi, chodząc żwawo z opuszczonymi skrzydłami. Jedzą owoce i nasiona, liście i młode pędy, a także drobne bezkręgowce. W przeciwieństwie do owocożerów Ptilinopus są w stanie strawić bardzo twarde nasiona i orzechy dzięki rogowym płytkom w żołądku mięśniowym i połykanym przez te gołębie gastrolitach. Wyspy, na których gniazdują, nie mają wystarczającej ilości owoców, przez co nikobarczyki prowadzą wysoce nomadyczny tryb życia. Przeważnie te gołębie milczą, niekiedy odzywają się ostrym, gardłowym rechotem lub szczekaniem, zapisanym jako ku–RRAU. Obserwowano ptaki na Tench Island odzywające się głębokim, niskim rrr-rrr-rrr-rrr.... Opisywano również ptaki miękko gruchające czy chrząkające oraz chrząkające podobnie do świń.

### Lęgi
Okres lęgowy jest długi, prawdopodobnie całoroczny. Gniazdo stanowi niedbała konstrukcja z patyków, ulokowana na drzewie lub krzewie na wysokości 2–12 m. Często na jednym drzewie znajduje się kilka gniazd. Zniesienie liczy 1 jajo o wydłużonym kształcie. Oboje rodzice wysiadują i opiekują się pisklęciem.

## Status i zagrożenia
IUCN uznaje nikobarczyka za gatunek bliski zagrożenia (NT, Near Threatened). BirdLife International ocenia trend populacji jako spadkowy. Jednym z zagrożeń dla gatunku jest odłów ptaków przez kłusowników dla pożywienia, uzyskania zwierzęcia domowego i, przypuszczalnie, gastrolitów. Do spadku liczebności przyczyniły się również: wycinka roślinności pod plantacje oraz drapieżnictwo ze strony szczurów, kotów i innych obcych dla wysp drapieżników.